# 口紅

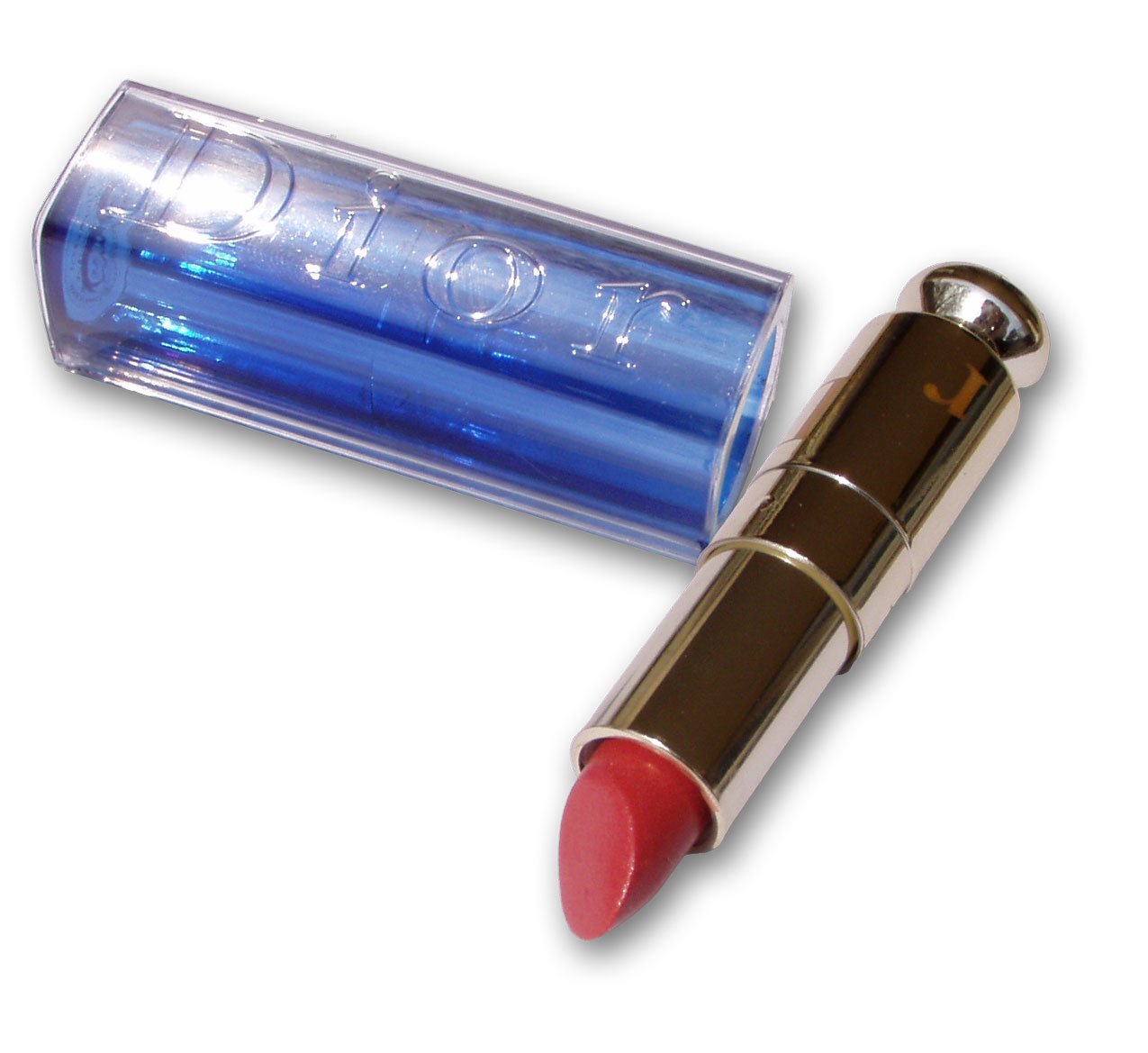
口紅

口紅（くちべに、lipstick）は、人がメイクアップをする際、唇を彩るために使われる化粧品の一種。多くはスティック状である。

## 口紅の訳語

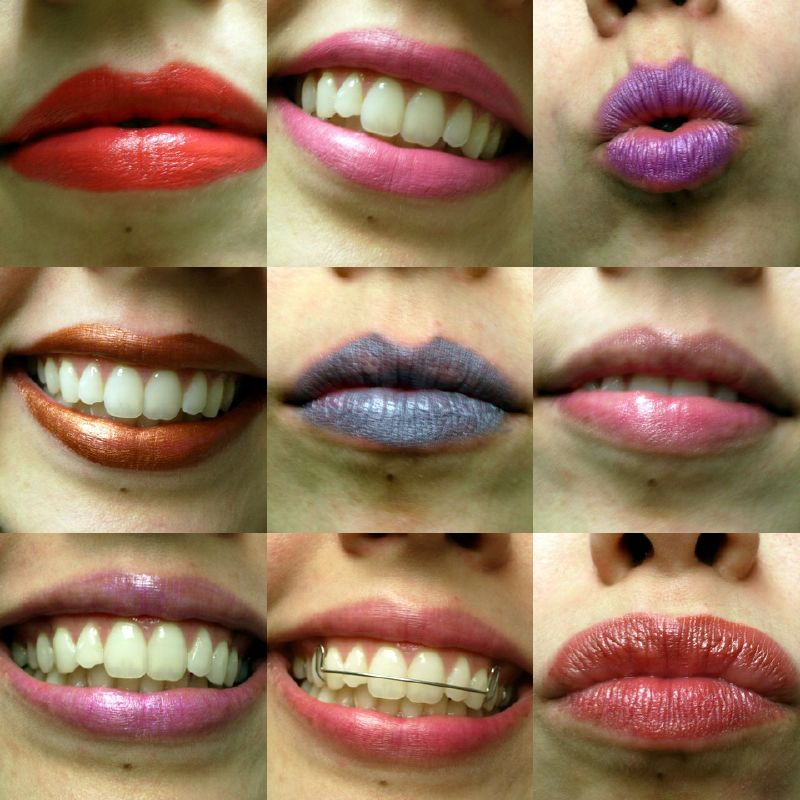
様々な色の口紅が塗られた唇

口紅の訳語としてしばしば使われる「ルージュ (rouge) 」とは、フランス語で赤という意味である。しかし、1990年代後半以降、赤色でない口紅も存在するようになり、オレンジ系・ピンク系・ベージュ系など様々な色味に大別され、黒系や青系と言った赤色とは完全にかけ離れた色味のものも存在している。唇に艶やかさといった質感のみを加える半透明、または透明なグロスと呼ばれる物もある。
なお、英語では「リップスティック (lipstick) 」と言い、略して「リップ」と呼ぶことがある。しかし、日本ではそのように略すと口紅より、主に唇の乾燥を防ぐために用いられるリップクリームを連想させる。業界では、両方扱っているメーカーが多いために、この2つは使い分ける傾向にある。

## 成分と形状
成分

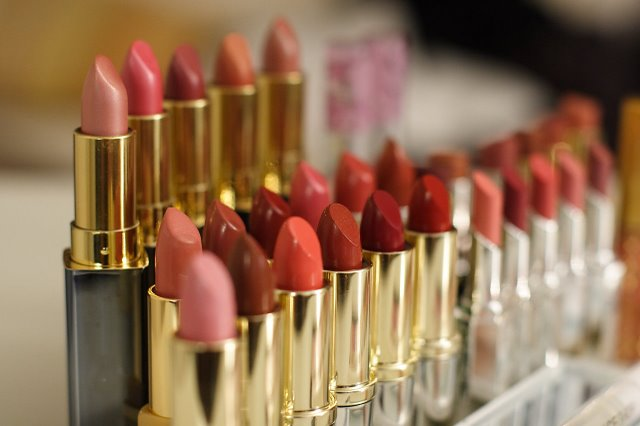
様々な色味の口紅

一般的に、ベニバナやコチニールなどの天然色素を原料とした顔料や、主にタール色素などの合成着色料である色素をワックスなどの油分に溶き、型に入れ固めて作られる。しかし製品としての口紅にはこれらの他にも界面活性剤、酸化防止剤、香料など多数の成分が含まれる。
食器・衣服などに付着すると、口紅の主成分が油分と色素であること、加えて近年の口紅の色持ちを良くさせる成分のために非常に落ちにくい汚れとなる。そのため最近では食器などに付着しにくい性質を謳う製品も多い。
形状

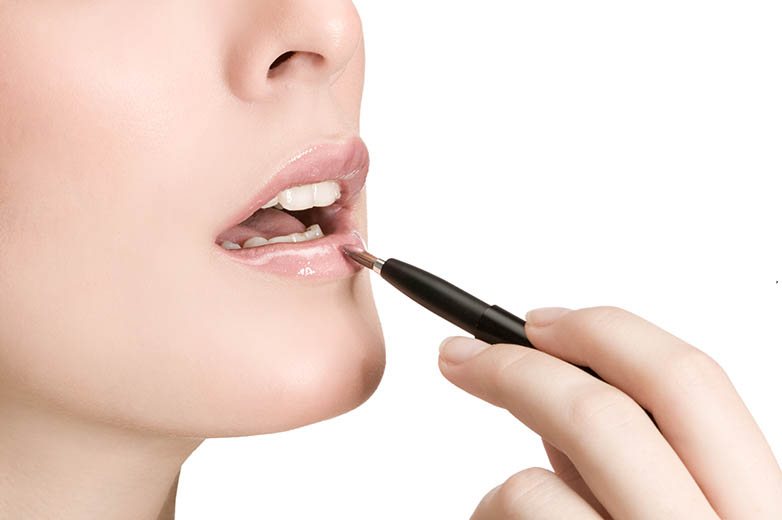
リップブラシによる塗布

形状はスティック状の物が一般的で、フタを取って1cmほど繰り出し、直接あるいはリップブラシに取って唇に塗布する。また最近はリキッド状（液状）の口紅も発売されており、口紅の発色と、グロスのようなみずみずしいツヤ感を同時に楽しめる。この場合、直に唇に塗布することは不可能なので、別にリップブラシに取るか、内蔵のチップなどで塗布する。

## 歴史
約7万年前に、悪魔などが口や耳などの穴から進入してこないよう、赤色の物を塗る習慣があったのが始まりと言われている。これは、出土した当時の人骨の口などに赤色が付着している痕跡があったため判明した。別の説では、紀元前3000年頃のエジプト人が使用したと思われる口紅が発見され、紀元前1200年頃のエジプトで、人々が目や唇に化粧している絵画も発見されている。

## 効果
- 現代において、化粧のうちでも重要な要素とされ、色、質感などが重要である。光沢も重要であり、光彩を放つパールやラメが混入されていることがある。
- 保湿機能などが付加され、冬期の乾燥した環境下でも使用できる製品が開発されている。
- 夏期には紫外線防止効果のあるものも選ばれる。

## 口紅指数
2001年秋のアメリカ不況時、他の高級品の売り上げが低下する中、口紅の売り上げは反対に11%増加した。この現象はエスティローダーの会長レナード・ローダーによって、「口紅指数」(lipstick index) と命名された。
米ボストン大学のジュリエット・ショア教授（経済社会学）は、1998年に出版した『浪費するアメリカ人：なぜ要らないものまで欲しがるか』にて、不景気時にぜいたく品を購入して快感を得る「口紅効果」を説明している。
不景気時には服飾品等への出費が抑えられ、比較的安価で必需品でもある化粧品が購入されるためといわれている。ただし、口紅の販売数に関する統計資料は少なく、景気と「口紅指数」の相関ははっきりとしない。

## 口紅にまつわるエピソード
- 男性が女性に口紅を贈る場合に、「少しずつ取り戻したい」などという気障な言葉が添えられることがある。
- 江戸時代に京都で作られた上質の紅は「京紅」と呼ばれており、同じ重さの金に匹敵する価値を持つ高級品であったため、男性が意中の人の好意を得る決定打として贈り物に重宝された。
- 口紅を塗る動作そのものを「紅を引く（べにをひく）」と表現することがある。古くは薬指のことを「紅差し指」とも呼んだ。→艶紅
- かつて春先の化粧品のキャンペーンや、プロモーション活動の中心商品といえば口紅であった。しかし最近では口紅だけではなく、アイカラー、チークカラーなどをあわせて商品開発をし、トータルイメージを提案をする方法に変わってきた。